# Culicoides hoffmanioides
Culicoides hoffmanioides är en tvåvingeart som beskrevs av Wirth och Hubert 1989. Culicoides hoffmanioides ingår i släktet Culicoides och familjen svidknott. Inga underarter finns listade i Catalogue of Life.